# Stutz (Einheit)
Ein Stutz, auch Stotz oder Kohlenstutz, war ein deutsches Volumenmaß für Holzkohle und in Sachsen-Gotha in Anwendung. 
Das Maß wurde kegelförmig vermessen: Oben 5 Schuh und 9 Zoll, unten 5 Schuh und 7 Zoll. Die Höhe, besser die Tiefe des Maßbechers, war 1 Schuh und 6 Zoll.
- 8 Stutz = 1 Fuder
- 1 Stutz = 6950 Pariser Kubikzoll = 137 ¾ Liter[3]
- 1 Stutz = 3 Viertel (gothaisch)

Nach anderer Quelle war
- 1 Stotz = 6 Getreideviertel (Gotha) = 8,294106 Kubikfuß (Wiener) = 261,9708 Liter[1]